# Carl Gyllenborg

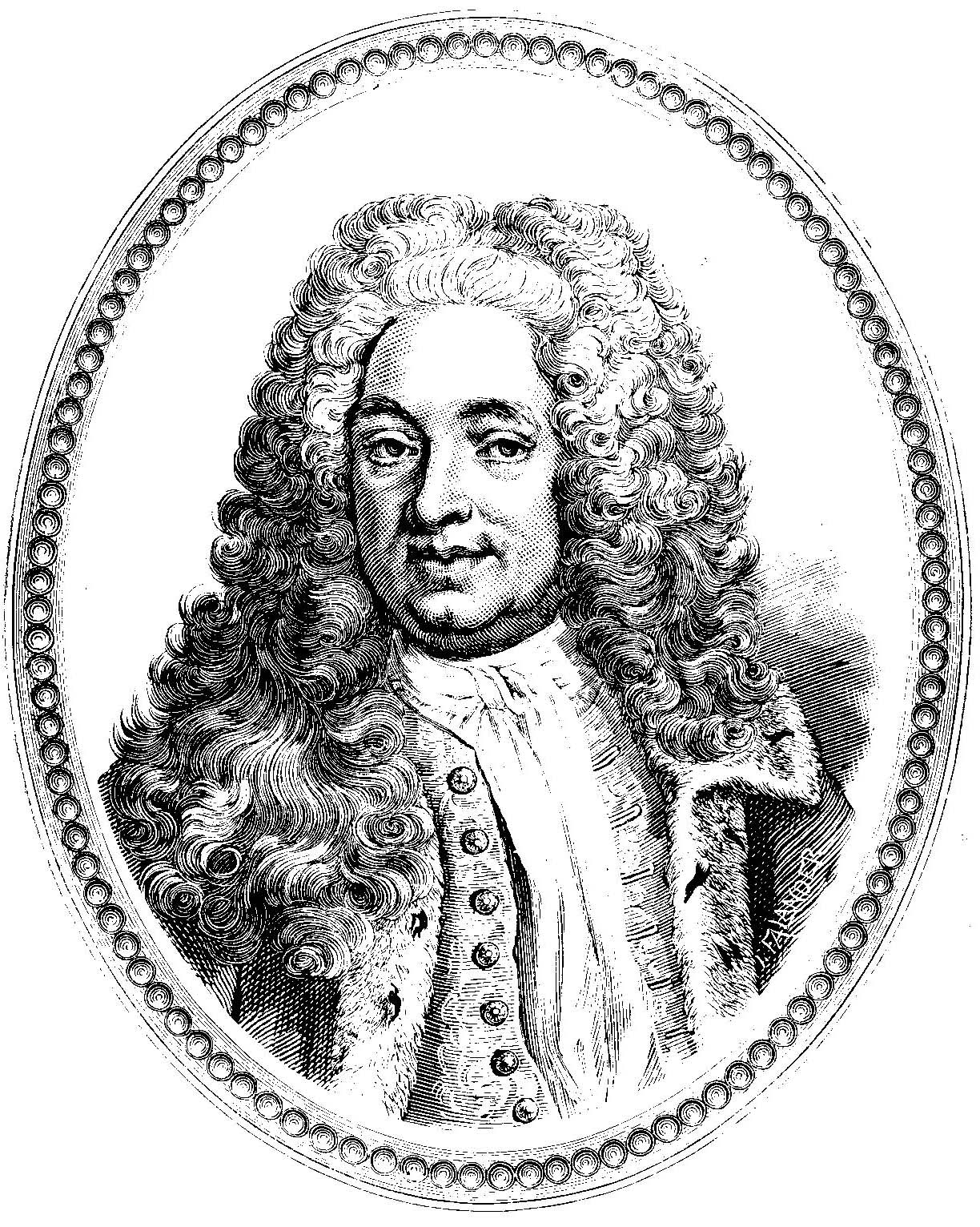
Carl Gyllenborg

Hrabia Carl Gyllenborg (ur. 7 marca 1679, zm. 9 grudnia 1746) – szwedzki polityk, dyplomata, ambasador.

## Życiorys
Uczestniczył w kampaniach, które prowadził Karol XII.
Był zamieszany w skomplikowana antybrytyjską międzynarodową grę jaką prowadzili jakobici, minister hiszpański Giulio Alberoni i minister księstwa Holsztynu Georg Heinrich von Görtz.
Gyllenborg był od 1703 sekretarzem ambasady szwedzkiej w Londynie, a od roku 1710 ambasadorem tamże.
Początkowo misja dyplomatyczna Gyllenborga w brytyjskiej stolicy odbywała się pomyślnie. Publikując w prasie artykuły dotyczące ostatnich wydarzeń wokół Bałtyku, umiał obudzić współczucie Brytyjczyków dla sytuacji Szwecji przegrywającej wojnę i obawę przed apetytami Piotra Wielkiego.
W 1717 Görtz został zaaresztowany w Arnhem (Holandia), a Gyllenborg w Londynie. Wypuszczono go po trzech miesiącach. Przechwycono bowiem korespondencję Gyllenborga z Görtzem, w której ten ostatni pisał o pieniądzach dawanych przezeń jakobitom we Francji. Złe wrażenie wywołał fakt, że na swój organ prasowy Gyllenborg wybrał torysowskie pismo the Post Boy, które znane było z kryptojakobickich sympatii. W odpowiedzi na areszt posła Szwecji władze szwedzkie umieściły brytyjskiego posła w areszcie domowym, ambasador Hiszpanii w Londynie Isidor de Monteleone złożył oficjalny protest przeciw łamaniu immunitetu poselskiego.
W 1718 negocjował (wraz z Görtzem) pokój z Rosją. Po śmierci Karola XII (11 grudnia 1718) stał się przywódcą profrancuskiej "partii kapeluszy" (Hattpartiet) przeciwko kierowanej przez Arvid Horna prorosyjskiej "partii czapek" (Mösspartiet).
Od roku 1739 do 9 grudnia 1746 Gyllenborg był przewodniczącym Rady Królewskiej w Sztokholmie.

## Literatura
- J.Murray The Gyllenborg arrest – a problem in diplomatic immunity, Journal of Modern History 1956
- Larsson Greve Karl Gyldenborg i London 1715–1717, Göteborg 1891
- Göran Nilzén, Carl Gyllenborg – en frihetstida hattpolitiker, Carlssons Stockholm 2007.
- Michael Roberts, Era of Liberty - Sweden 1718-1771, Liverpool University Press, 1995.